# Прогрес (Шадрінський район)
Прогре́с (рос. Прогресс) — село у складі Шадрінського району Курганської області, Росія. Входить до складу Ключівської сільської ради.
Населення — 593 особи (2010, 565 у 2002).
Національний склад станом на 2002 рік: росіяни — 96 %.